# Buritirama
Buritirama é um município brasileiro do estado da Bahia, situado na microrregião de Barra e mesorregião do Vale São-Franciscano da Bahia.
Fica a 766 km da capital Salvador e a 297,6 km de Barreiras, principal cidade da região.

## Prefeitos
- Arival Marques Viana (PDS) - 1º eleito (1985-1988)
- Ivo da Silva Ramos - 2º eleito (1989-1992)
- Arival Marques Viana (PPR) - 3º eleito (1993-1996)
- Oslindo Jacobina Almeida (PPB) - 4º eleito (1997-2000)
- Arival Marques Viana (PPB) - 5º eleito (2001-2004)
- Arival Marques Viana (PP) - 6º reeleito (2005-2008)
- Oslindo Jacobina Almeida (PP) - 7º eleito (2009-2012)
- Arival Marques Viana (PP) - 8º eleito (2013-2016)
- Judsnei Alves de Souza (PP) - 9º eleito (2017-2020)
- Arival Marques Viana (DEM) - 10º eleito (2021-2024)
- Léo Miranda São Mateus (MDB) - 11º eleito (2025-2028)

## Geografia
Sua população segundo o censo 2022 do IBGE em era de 19.589 habitantes.